# Condado de Walla Walla
O Condado de Walla Walla é um dos 39 condados do estado americano de Washington. A sede de condado é Walla Walla, e sua maior cidade é Walla Walla. O condado possui uma área de 3,365 km², uma população de 55,180 habitantes, e uma densidade populacional de 17 hab/km² (segundo o censo nacional de 2000).